# Agalenocosa gamas
Espèce
Agalenocosa gamas est une espèce d'araignées aranéomorphes de la famille des Lycosidae.

## Distribution
Cette espèce est endémique de la province de Santa Fe en Argentine,.

## Description
Les femelles mesurent de 4,39 à 5,32 mm.

## Étymologie
Son nom d'espèce lui a été donné en référence au lieu de sa découverte, Las Gamas.

## Publication originale
- Piacentini, 2014 : A taxonomic review of the wolf spider genus Agalenocosa Mello-Leitão (Araneae, Lycosidae). Zootaxa, no 3790(1), p. 1-35.